# Vitkronad manakin
Vitkronad manakin (Pseudopipra pipra) är en fågel i familjen manakiner inom ordningen tättingar.

## Utseende
Vitkronad manakin är en liten och knubbig fågel med kort stjärt. Hanen är omisskännlig med glansigt svart kropp och rent vitt på hjässan. Honan är färglöst olivgrön likt många andra manakiner. Huvudet är dock kontrasterande gråaktigt och ögat brunrött. 

## Utbredning och systematik
Vitkronad manakin placeras som enda art i släktet Pseudopipra. Den delas upp i 13 underarter med följande utbredning:
- P. p. anthracina – sluttningen mot Karibien i Costa Rica och västra Panama
- P. p. bolivari – nordvästra Colombia (övre Sinúdalen)
- P. p. coracina – östra Anderna i Colombia, östra Ecuador och norra Peru
- P. p. minima – västra Andernas västra sluttning i Colombia (Cauca)
- P. p. unica – subtropiska Colombia (Antioquía och Huila)
- P. p. pipra – östligaste Colombia till Venezuela, Guyanaregionen och norra Brasilien
- P. p. discolor – tropiska nordöstra Peru (utmed Río Napo i nordöstra Loreto)
- P. p. occulta – centrala Andernas östra sluttning i Peru (San Martín och Huánuco)
- P. p. pygmaea – tropiska östra Peru (nedre Huallagafloden i Loreto)
- P. p. microlopha – tropiska östra Peru (söder om Marañónfloden) och västra Amazonområdet i Brasilien
- P. p. comata – tropiska östra Peru (södra Pasco, Junín och norra Cusco)
- P. p. separabilis – Amazonområdet i Brasilien (R. Tapajós till Belém)
- P. p. cephaleucos – kustnära sydöstra Brasilien (södra Bahia till Rio de Janeiro)

Tidigare placerades den i släktet Dixiphia.

## Levnadssätt
Vitkronad manakin hittas i skogars nedre och mellersta skikt. Den ses ofta vid spelplatser eller fruktbärande träd.

## Status och hot
Arten har ett stort utbredningsområde och beståndet anses vara stabilt. Internationella naturvårdsunionen IUCN listar den därför som livskraftig (LC).